# Antjie Krog
Antjie Krog (Kroonstad, 23 oktober 1952) is een Zuid-Afrikaanse dichteres en schrijfster.

## Biografie
Krog debuteerde in 1970 op 17-jarige leeftijd met de dichtbundel Dogter van Jefta. Haar tweede publicatie januari-suite (1972) werd onderscheiden met de Eugène Maraisprys. Andere werken van Krog zijn de bundels Otters in bronslaai, Jerusalemgangers en Kleur kom nie alleen nie. In Nederland is Antjie Krog onder meer bekend door haar optreden bij Poetry International, de Nacht van de Poëzie en het festival Winternachten.
In 1999 verscheen bij uitgeverij Atlas een bloemlezing uit haar werk onder de titel Om te kan asemhaal. Daarna zijn haar dichtbundels bij Uitgeverij Podium verschenen. Zij schreef ook proza, bijvoorbeeld Country of my Skull - in het Nederlands: De kleur van je hart (1998/2000), toneelstukken en non-fictie, bekroond met onder meer de Pringle Award, de Foreign Correspondent Award en de Alan Paton Award.
Thema's die steeds terugkeren in haar werk zijn haar verbondenheid met haar vaderland en de worsteling met de ongelijkheid in Zuid-Afrika, het vrouw-zijn en het moederschap en het ouder worden.
Krog is getrouwd, moeder van vier kinderen en woont in Kaapstad. Ze is hoogleraar aan de Universiteit van Wes-Kaapland.

## Werken

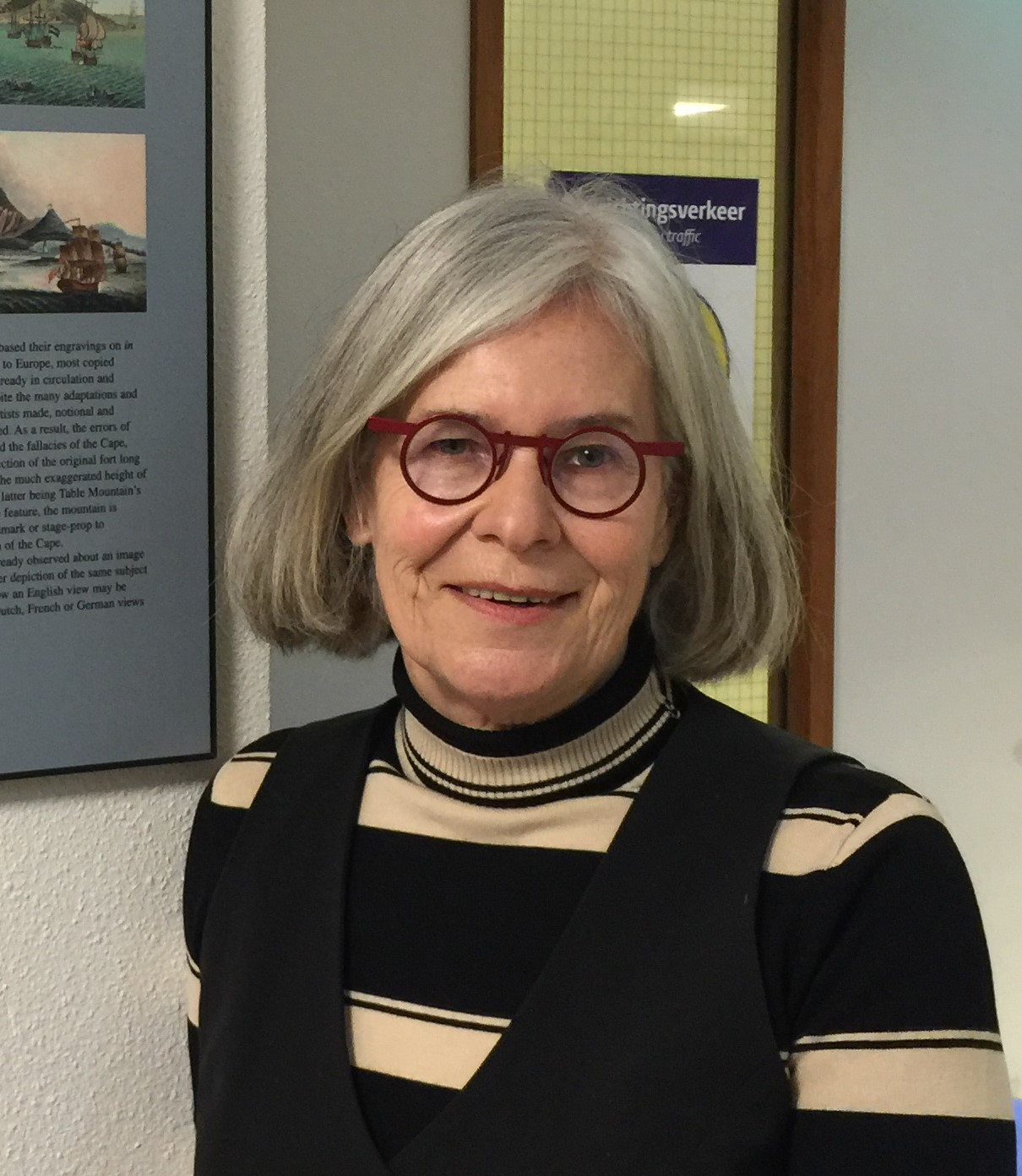
Krog (2021)

### Poëzie
- Dogter van Jefta (1970)
- januari-suite (1972)
- Beminde Antarktika (1974)
- Mannin (1974)
- Otters in Bronslaai (1981)
- Jerusalemgangers (1985)
- Lady Anne (1989)
- Gedigte 1989–1995 (1995)
- Kleur kom nooit alleen nie (2000)
- Down to my last skin (2000)
- Met woorde soos met kerse (2002)
- Liederen van de blauwkraanvogel (2003)
- Kleur komt nooit alleen (2003)
- Die sterre sê 'tsau' (Xam-gedigte gekies en versorg deur A.K.) / Wat de sterren zeggen (2004)
- Verweerskrif / Lijfkreet (2006)
- Waar ek jou word / Waar ik jou word (2009)
- Hoe zeg je dat (2010)
- Medeweten (2015)
- Broze aarde (2020)
- Klip lied snaar (boek en CD / compilatie uit 'Wat de sterren zeggen') (2021)
- Plunder (2022)

### Poëzie voor kinderen
- Mankepank en ander Monsters (1989)
- Voëls van anderster vere (1992)
- Fynbosfeetjies (2007), met Fiona Moodie

### Proza
- Relaas van 'n Moord (1995), in het Nederlands verschenen als 'Relaas van een moord' (2003)
- Country of My Skull (1998), in het Nederlands verschenen als 'De kleur van je hart' (2000)
- A Change of Tongue (2003), in het Nederlands verschenen als 'Een andere tongval' (2004)
- There was this goat (2009), met Nosisi Mpolweni en Kopano Ratele
- Begging to Be Black (2010), in het Nederlands verschenen als 'Niets liever dan zwart' (2010)
- Hoe alles hier verandert , persoonlijke keuze uit 'De kleur van je hart', 'Een andere tongval', 'Niets liever dan zwart' en een nieuw voorwoord (2018)

### Toneel
- Waarom is die wat voor Toyi-toyi altyd vet? (1999)

### Vertalingen
- Domein van Glas, uit het Nederlands: Mondvol Glas van Henk van Woerden
- Lang Pad na Vryheid, uit het Engels: Long Walk to Freedom van Nelson Mandela
- Mamma Medea, uit het Nederlands, toneelstuk Mamma Medea van Tom Lanoye
- Koningin Lear, uit het Nederlands, toneelstuk Koningin Lear van Tom Lanoye

## Bekroningen
- Eugène Maraisprys (1973)
- Reina Prinsen Geerligsprijs (1976)
- Rapportprys (1987)
- Hertzogprys (1990)
- Foreign Correspondent Award (1996)
- Pringle Award (1996)
- Alan Paton Award (1996)
- Booksellers Award (1999)
- Hiroshima Peace Culture Foundation Award (2000)
- RAU-Prys vir Skeppende Skryfwerk (2001)
- South African Translators' Institute Award for Outstanding Translation (2003)
- Gouden Ganzenveer (2018)
- UJ-Prys voor 'Plunder' (2023)
- Herzogprys voor 'Plunder' (2023)